# 萨拉斯克
萨拉斯克（法語：Salasc，法語發音：[salask]）是法国埃罗省的一个市镇，属于洛代沃区。

## 地理
萨拉斯克（43°37'12"N, 3°18'57"E）面积9 平方千米，位于法国奧克西塔尼大區埃罗省，该省份为法国南部沿海省份，南濒地中海，西南接奥德省，西北接塔恩省和阿韦龙省，东北与加尔省接壤。
与萨拉斯克接壤的市镇（或旧市镇、城区）包括：梅里丰、穆雷兹、奥克通、瓦尔马斯克勒。

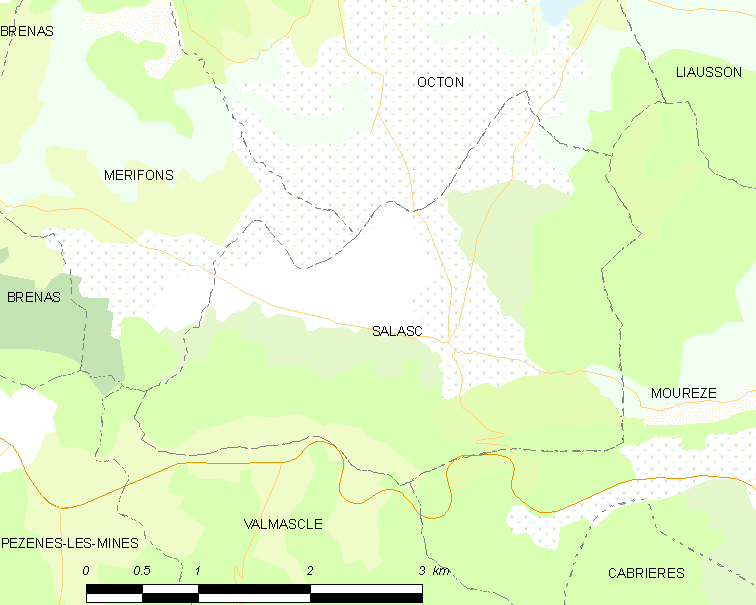
萨拉斯克的OSM定位图

萨拉斯克的时区为UTC+01:00、UTC+02:00（夏令时）。

## 行政
萨拉斯克的邮政编码为34800，INSEE市镇编码为34292。

## 政治
萨拉斯克所属的省级选区为克莱蒙莱罗县。

## 人口

1962-2008年间萨拉斯克人口变化图示

萨拉斯克于2022年1月1日时的人口数量为342人。